# Danh sách thí sinh tham gia Dancing with the Stars (Hoa Kỳ)
Dưới đây là danh sách tất cả các thí sinh tham gia Dancing with the Stars (Hoa Kỳ). Ô màu vàng là của những nhà vô địch, màu bạc là của những người về nhì, màu đồng là của những người về ba.

## Người tham gia
| Mùa | Thí sinh không chuyên | Bạn nhảy chuyên nghiệp | Vị trí |
| --- | --------------------- | ---------------------- | ------ |
| 1   | Trista Sutter         | Louis van Amstel       | 6      |
| 1   | Evander Holyfield     | Edyta Śliwińska        | 5      |
| 1   | Rachel Hunter         | Jonathan Roberts       | 4      |
| 1   | Joey McIntyre         | Ashly DelGrosso        | 3      |
| 1   | John O'Hurley         | Charlotte Jørgensen    | 2      |
| 1   | Kelly Monaco          | Alec Mazo              | 1      |
| 2   | Kenny Mayne           | Andrea Hale            | 10     |
| 2   | Tatum O'Neal          | Nick Kosovich          | 9      |
| 2   | Giselle Fernandez     | Jonathan Roberts       | 8      |
| 2   | Master P              | Ashly DelGrosso        | 7      |
| 2   | Tia Carrere           | Maksim Chmerkovskiy    | 6      |
| 2   | George Hamilton       | Edyta Śliwińska        | 5      |
| 2   | Lisa Rinna            | Louis van Amstel       | 4      |
| 2   | Stacy Keibler         | Tony Dovolani          | 3      |
| 2   | Jerry Rice            | Anna Trebunskaya       | 2      |
| 2   | Drew Lachey           | Cheryl Burke           | 1      |
| 3   | Tucker Carlson        | Elena Grinenko         | 11     |
| 3   | Shanna Moakler        | Jesse DeSoto           | 10     |
| 3   | Harry Hamlin          | Ashly DelGrosso        | 9      |
| 3   | Vivica A. Fox         | Nick Kosovich          | 8      |
| 3   | Willa Ford            | Maksim Chmerkovskiy    | 7      |
| 3   | Sara Evans            | Tony Dovolani          | 6      |
| 3   | Jerry Springer        | Kym Johnson            | 5      |
| 3   | Monique Coleman       | Louis van Amstel       | 4      |
| 3   | Joey Lawrence         | Edyta Śliwińska        | 3      |
| 3   | Mario Lopez           | Karina Smirnoff        | 2      |
| 3   | Emmitt Smith          | Cheryl Burke           | 1      |
| 4   | Paulina Porizkova     | Alec Mazo              | 11     |
| 4   | Shandi Finnessey      | Brian Fortuna          | 10     |
| 4   | Leeza Gibbons         | Tony Dovolani          | 9      |
| 4   | Clyde Drexler         | Elena Grinenko         | 8      |
| 4   | Heather Mills         | Jonathan Roberts       | 7      |
| 4   | John Ratzenberger     | Edyta Śliwińska        | 6      |
| 4   | Billy Ray Cyrus       | Karina Smirnoff        | 5      |
| 4   | Ian Ziering           | Cheryl Burke           | 4      |
| 4   | Laila Ali             | Maksim Chmerkovskiy    | 3      |
| 4   | Joey Fatone           | Kym Johnson            | 2      |
| 4   | Apolo Anton Ohno      | Julianne Hough         | 1      |
| 5   | Josie Maran           | Alec Mazo              | 12     |
| 5   | Albert Reed           | Anna Trebunskaya       | 11     |
| 5   | Wayne Newton          | Cheryl Burke           | 10     |
| 5   | Floyd Mayweather, Jr. | Karina Smirnoff        | 9      |
| 5   | Mark Cuban            | Kym Johnson            | 8      |
| 5   | Sabrina Bryan         | Mark Ballas            | 7      |
| 5   | Jane Seymour          | Tony Dovolani          | 6      |
| 5   | Cameron Mathison      | Edyta Śliwińska        | 5      |
| 5   | Jennie Garth          | Derek Hough            | 4      |
| 5   | Marie Osmond          | Jonathan Roberts       | 3      |
| 5   | Mel B                 | Maksim Chmerkovskiy    | 2      |
| 5   | Hélio Castroneves     | Julianne Hough         | 1      |
| 6   | Penn Jillette         | Kym Johnson            | 12     |
| 6   | Monica Seles          | Jonathan Roberts       | 11     |
| 6   | Steve Guttenberg      | Anna Trebunskaya       | 10     |
| 6   | Adam Carolla          | Julianne Hough         | 9      |
| 6   | Priscilla Presley     | Louis van Amstel       | 8      |
| 6   | Marlee Matlin         | Fabian Sanchez         | 7      |
| 6   | Shannon Elizabeth     | Derek Hough            | 6      |
| 6   | Mario Barrett         | Karina Smirnoff        | 5      |
| 6   | Marissa Jaret Winokur | Tony Dovolani          | 4      |
| 6   | Cristián de la Fuente | Cheryl Burke           | 3      |
| 6   | Jason Taylor          | Edyta Śliwińska        | 2      |
| 6   | Kristi Yamaguchi      | Mark Ballas            | 1      |
| 7   | Jeffrey Ross          | Edyta Śliwińska        | 13     |
| 7   | Ted McGinley          | Inna Brayer            | 12     |
| 7   | Kim Kardashian        | Mark Ballas            | 11     |
| 7   | Misty May-Treanor     | Maksim Chmerkovskiy    | 10     |
| 7   | Rocco DiSpirito       | Karina Smirnoff        | 9      |
| 7   | Toni Braxton          | Alec Mazo              | 8      |
| 7   | Cloris Leachman       | Corky Ballas           | 7      |
| 7   | Susan Lucci           | Tony Dovolani          | 6      |
| 7   | Maurice Greene        | Cheryl Burke           | 5      |
| 7   | Cody Linley           | Julianne Hough         | 4      |
| 7   | Lance Bass            | Lacey Schwimmer        | 3      |
| 7   | Warren Sapp           | Kym Johnson            | 2      |
| 7   | Brooke Burke          | Derek Hough            | 1      |
| 8   | Belinda Carlisle      | Jonathan Roberts       | 13     |
| 8   | Denise Richards       | Maksim Chmerkovskiy    | 12     |
| 8   | Holly Madison         | Dmitry Chaplin         | 11     |
| 8   | Steve Wozniak         | Karina Smirnoff        | 10     |
| 8   | David Alan Grier      | Kym Johnson            | 9      |
| 8   | Steve-O               | Lacey Schwimmer        | 8      |
| 8   | Lawrence Taylor       | Edyta Śliwińska        | 7      |
| 8   | Chuck Wicks           | Julianne Hough         | 6      |
| 8   | Lil' Kim              | Derek Hough            | 5      |
| 8   | Ty Murray             | Chelsie Hightower      | 4      |
| 8   | Melissa Rycroft       | Tony Dovolani          | 3      |
| 8   | Gilles Marini         | Cheryl Burke           | 2      |
| 8   | Shawn Johnson         | Mark Ballas            | 1      |
| 9   | Ashley Hamilton       | Edyta Śliwińska        | 16     |
| 9   | Macy Gray             | Jonathan Roberts       | 15     |
| 9   | Kathy Ireland         | Tony Dovolani          | 14     |
| 9   | Tom DeLay             | Cheryl Burke           | 13     |
| 9   | Debi Mazar            | Maksim Chmerkovskiy    | 12     |
| 9   | Chuck Liddell         | Anna Trebunskaya       | 11     |
| 9   | Natalie Coughlin      | Alec Mazo              | 10     |
| 9   | Melissa Joan Hart     | Mark Ballas            | 9      |
| 9   | Louie Vito            | Chelsie Hightower      | 8      |
| 9   | Michael Irvin         | Anna Demidova          | 7      |
| 9   | Mark Dacascos         | Lacey Schwimmer        | 6      |
| 9   | Aaron Carter          | Karina Smirnoff        | 5      |
| 9   | Joanna Krupa          | Derek Hough            | 4      |
| 9   | Kelly Osbourne        | Louis van Amstel       | 3      |
| 9   | Mýa                   | Dmitry Chaplin         | 2      |
| 9   | Donny Osmond          | Kym Johnson            | 1      |
| 10  | Shannen Doherty       | Mark Ballas            | 11     |
| 10  | Buzz Aldrin           | Ashly DelGrosso-Costa  | 10     |
| 10  | Aiden Turner          | Edyta Śliwińska        | 9      |
| 10  | Kate Gosselin         | Tony Dovolani          | 8      |
| 10  | Jake Pavelka          | Chelsie Hightower      | 7      |
| 10  | Pamela Anderson       | Damian Whitewood       | 6      |
| 10  | Niecy Nash            | Louis van Amstel       | 5      |
| 10  | Chad Ochocinco        | Cheryl Burke           | 4      |
| 10  | Erin Andrews          | Maksim Chmerkovskiy    | 3      |
| 10  | Evan Lysacek          | Anna Trebunskaya       | 2      |
| 10  | Nicole Scherzinger    | Derek Hough            | 1      |
| 11  | David Hasselhoff      | Kym Johnson            | 12     |
| 11  | Michael Bolton        | Chelsie Hightower      | 11     |
| 11  | Margaret Cho          | Louis van Amstel       | 10     |
| 11  | Michael Sorrentino    | Karina Smirnoff        | 9      |
| 11  | Florence Henderson    | Corky Ballas           | 8      |
| 11  | Audrina Patridge      | Tony Dovolani          | 7      |
| 11  | Rick Fox              | Cheryl Burke           | 6      |
| 11  | Kurt Warner           | Anna Trebunskaya       | 5      |
| 11  | Brandy\|Norwood}      | Maksim Chmerkovskiy    | 4      |
| 11  | Bristol Palin         | Mark Ballas            | 3      |
| 11  | Kyle Massey           | Lacey Schwimmer        | 2      |
| 11  | Jennifer Grey         | Derek Hough            | 1      |
| 12  | Mike Catherwood       | Lacey Schwimmer        | 11     |
| 12  | Wendy Williams        | Tony Dovolani          | 10     |
| 12  | Sugar Ray Leonard     | Anna Trebunskaya       | 9      |
| 12  | Petra Nemcova         | Dmitry Chaplin         | 8      |
| 12  | Chris Jericho         | Cheryl Burke           | 7      |
| 12  | Kendra Wilkinson      | Louis van Amstel       | 6      |
| 12  | Romeo Miller          | Chelsie Hightower      | 5      |
| 12  | Ralph Macchio         | Karina Smirnoff        | 4      |
| 12  | Chelsea Kane          | Mark Ballas            | 3      |
| 12  | Kirstie Alley         | Maksim Chmerkovskiy    | 2      |
| 12  | Hines Ward            | Kym Johnson            | 1      |
| 13  | Metta World Peace     | Peta Murgatroyd        | 12     |
| 13  | Elisabetta Canalis    | Valentin Chmerkovskiy  | 11     |
| 13  | Kristin Cavallari     | Mark Ballas            | 10     |
| 13  | Chynna Phillips       | Tony Dovolani          | 9      |
| 13  | Carson Kressley       | Anna Trebunskaya       | 8      |
| 13  | Chaz Bono             | Lacey Schwimmer        | 7      |
| 13  | David Arquette        | Kym Johnson            | 6      |
| 13  | Nancy Grace           | Tristan MacManus       | 5      |
| 13  | Hope Solo             | Maksim Chmerkovskiy    | 4      |
| 13  | Ricki Lake            | Derek Hough            | 3      |
| 13  | Rob Kardashian        | Cheryl Burke           | 2      |
| 13  | J.R. Martinez         | Karina Smirnoff        | 1      |